# 大阪府道2号大阪中央環状線
大阪府道2号大阪中央環状線（おおさかふどう2ごう おおさかちゅうおうかんじょうせん）は、大阪府堺市堺区から同府池田市に至る主要地方道に指定された大阪府道である。通称は中環（ちゅうかん）。

## 概要

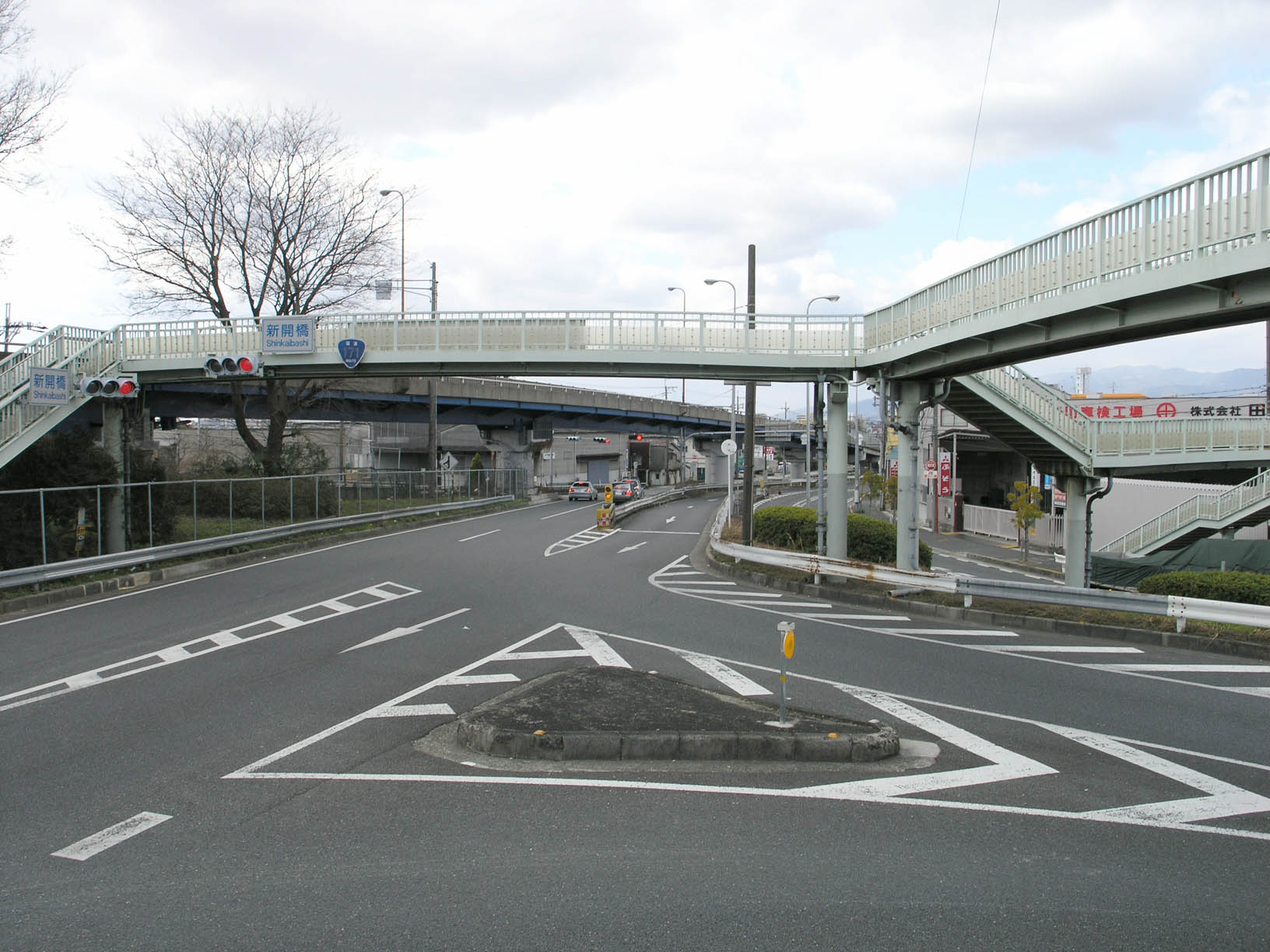
新開橋交差点（池田市）
奥 - 右が国道171号、左 - 奥の高架道路が中央環状線。交差点南をかすめ通っている。奥の信号機付近が大阪府と兵庫県の府県境。

1954年（昭和29年）1月20日に建設省（現・国土交通省）から主要地方道堺布施豊中線が指定され、同年6月10日に大阪府が大阪府道14号堺布施豊中線を認定。
1960年代に入れば大阪市内の交通渋滞が深刻な問題となり、1963年（昭和38年）に大阪府が3環状軸を計画した。
1970年（昭和45年）の日本万国博覧会開催に合わせて大阪内環状線（うちかん）、大阪中央環状線、大阪外環状線（そとかん）の3環状軸を整備することになった。
1964年に府道14号堺布施豊中線のバイパスとして大阪中央環状線が着工され、翌1965年に堺布施豊中線を廃止し府道23号大阪中央環状線を認定。1968年（昭和43年）3月に大阪中央環状線が開通した。
内環（1981年全通）や外環（1994年全通）と比べてかなり早かった。
堺市街地の約2キロメートルにわたっては「フェニックス通り」とも呼ばれ、日本の道100選に選出されている。
地元民からも国道と誤解されやすいが、主要地方道である。
1984年（昭和59年）4月1日に府道番号標識が設置されてからは2号線とも呼ばれるが、同じ大阪府内には国道2号も存在する。堺市内と松原市内の一部の区間を除きほぼ全線高速道路（近畿自動車道・中国自動車道・阪和自動車道）に沿った路線で高速道路を挟んで上下独立した一方通行路の構造をとる。
「上り側道3車線上り本線3車線・高速道路（近畿道）上下6車線・下り本線3車線下り側道3車線」となる区間（東大阪市）も存在し、最大幅員122mの文字通り大阪府の大動脈といえる道路であり、一般国道も含めて都道府県道の中でも日本一幅の広い道路で知られる。大阪モノレール本線は、蛍池東四丁目付近（蛍池駅と柴原阪大前駅の中間地点）から門真市駅付近までの長距離にわたって並走している。今後、同線の延伸によって、さらに並走区間は東大阪市まで続く予定である。
豊中市島熊山から中国吹田ICまでの間（千里ニュータウン区間）に信号機はなく、立体交差でランプもある。
東大阪市内には中環東大阪休憩所がある。
摂津市 - 守口市間の淀川を渡る橋である鳥飼大橋（南側＝下流側、茨木方面行き）は日本で初めての有料橋で1954年（昭和29年）に完成（現在は無料）。元は日本道路公団が管理していた。完成してから半世紀が過ぎ、それ故、老朽化や車線数が2車線と少ないために渋滞の発生が顕著であるといった問題が発生していた。そこで大阪府は2003年（平成15年）から新橋梁への架け替え工事を始め、2010年（平成22年）2月28日に3車線の橋が完成した。
終点は大阪府池田市の新開橋交差点であるが、実際は交差点で国道171号とは接続しておらず、交差点の南側をかすめるように通っている。兵庫県方面へは一つ西の信号で合流している。大阪方面行きは兵庫県伊丹市下河原の伊丹下河原交差点の少し東で国道171号から分岐している。なお、終点では国道171号京都方面へは行くことができない。
なお、兵庫県道2号は宮津養父線（京都府宮津市～兵庫県養父市）という全く別の路線である。

### 路線データ
- 起点：大阪府堺市堺区（大浜北町交点、国道26号・大阪府道34号堺狭山線交点）
- 終点：大阪府池田市（新開橋交差点、国道171号交点）
- 陸上距離：約52 km

## 歴史
堺市堺区～美原区美原ロータリー間については大阪府道31号堺羽曳野線#歴史を参照。
- 1964年（昭和39年）12月28日 - 建設省（現・国土交通省）が府道堺布施豊中線を府道大阪中央環状線として主要地方道に指定。
- 1965年（昭和40年） - 大阪府が主要地方道堺布施豊中線（整理番号14）を廃止し、主要地方道大阪中央環状線（整理番号23）を制定。整理番号の23は廃止された河内長野橋本線（1963年に二級国道170号高槻橋本線へ編入され、現在は一般国道371号の一部）から転用。
- 1968年（昭和43年）3月31日 - 大阪中央環状線（バイパス）が全通。
- 1984年（昭和59年） - 案内上の府道番号を2号とする。
- 1993年（平成5年）5月11日 - 建設省から、主要府道大阪中央環状線が主要地方道に再指定される[5]。
- 1994年（平成6年）4月1日 - 堺市～美原ロータリー間の案内表示を府道31号堺羽曳野線から府道2号大阪中央環状線へ変更。

## 路線状況

### 国道との重複区間
- 国道26号（堺市堺区・大浜北町交点 - 堺市堺区・安井町交点）
- 国道310号（堺市堺区・安井町交点 - 堺市堺区・北丸保園付近）
- 国道1号（守口市大日町・守口市大日交差点 - 大阪市庭窪浄水場付近）

### （旧）大阪中央環状線
| 大阪中央環状線（旧道）          | 大阪中央環状線（旧道） | 大阪中央環状線（旧道） |
| 交差する道路など                | 交差点など             | 交差点など             |
| ------------------------------- | ---------------------- | ---------------------- |
| 大阪府道186号大阪羽曳野線       |                        |                        |
| 大阪府道12号堺大和高田線        | 小山                   | 藤井寺市               |
| 西名阪自動車道                  | 大正橋南詰             | 藤井寺市               |
| 大和川                          | 大正橋                 | 藤井寺市               |
| 大阪市道瓜破長吉線              | 木本                   | 八尾市                 |
| 国道25号                        | 太子堂                 | 八尾市                 |
| 関西本線（大和路線）            |                        | 八尾市                 |
| 大阪府道5号大阪港八尾線         | 八尾高前               | 八尾市                 |
| 大阪府道173号大阪八尾線         | 顕証寺                 | 八尾市                 |
| 近鉄大阪線                      |                        | 八尾市                 |
| 大阪中央環状線（新道）          | 佐堂東 / 佐堂町        | 八尾市                 |
| 近畿自動車道                    | 佐堂東 / 佐堂町        | 八尾市                 |
| 大阪府道24号大阪東大阪線        | 宝持                   | 東大阪市               |
| 近鉄奈良線 八戸ノ里駅           |                        | 東大阪市               |
| 大阪府道15号八尾茨木線          | 御厨                   | 東大阪市               |
| 国道308号                       | 長田                   | 東大阪市               |
| 阪神高速13号東大阪線            | 長田                   | 東大阪市               |
| 片町線（学研都市線）            |                        | 東大阪市               |
| 寝屋川                          | 万代橋                 | 東大阪市               |
| 大阪府道8号大阪生駒線〈鶴見通〉 | 茨田浜                 | 大阪市 鶴見区          |
| 〈花博通〉                      | 迎賓館前               | 大阪市 鶴見区          |
| 大阪府道161号深野南寺方大阪線   | 寺方錦通4              | 守口市                 |
| 大阪中央環状線（新道）          |                        |                        |
| 大阪府道1号茨木摂津線           |                        |                        |
| 名神高速道路                    | 山田名神下             | 吹田市                 |
| 阪急千里線                      |                        | 吹田市                 |
| 大阪モノレール 山田駅           |                        | 吹田市                 |
| 大阪府道129号南千里茨木停車場線 | 弘済院東               | 吹田市                 |
| 大阪府道121号吹田箕面線         |                        | 吹田市                 |
| 国道423号〈新御堂筋〉           | 上新田                 | 豊中市                 |
| 国道176号                       | 桜塚                   | 豊中市                 |
| 大阪府道99号伊丹豊中線          |                        |                        |

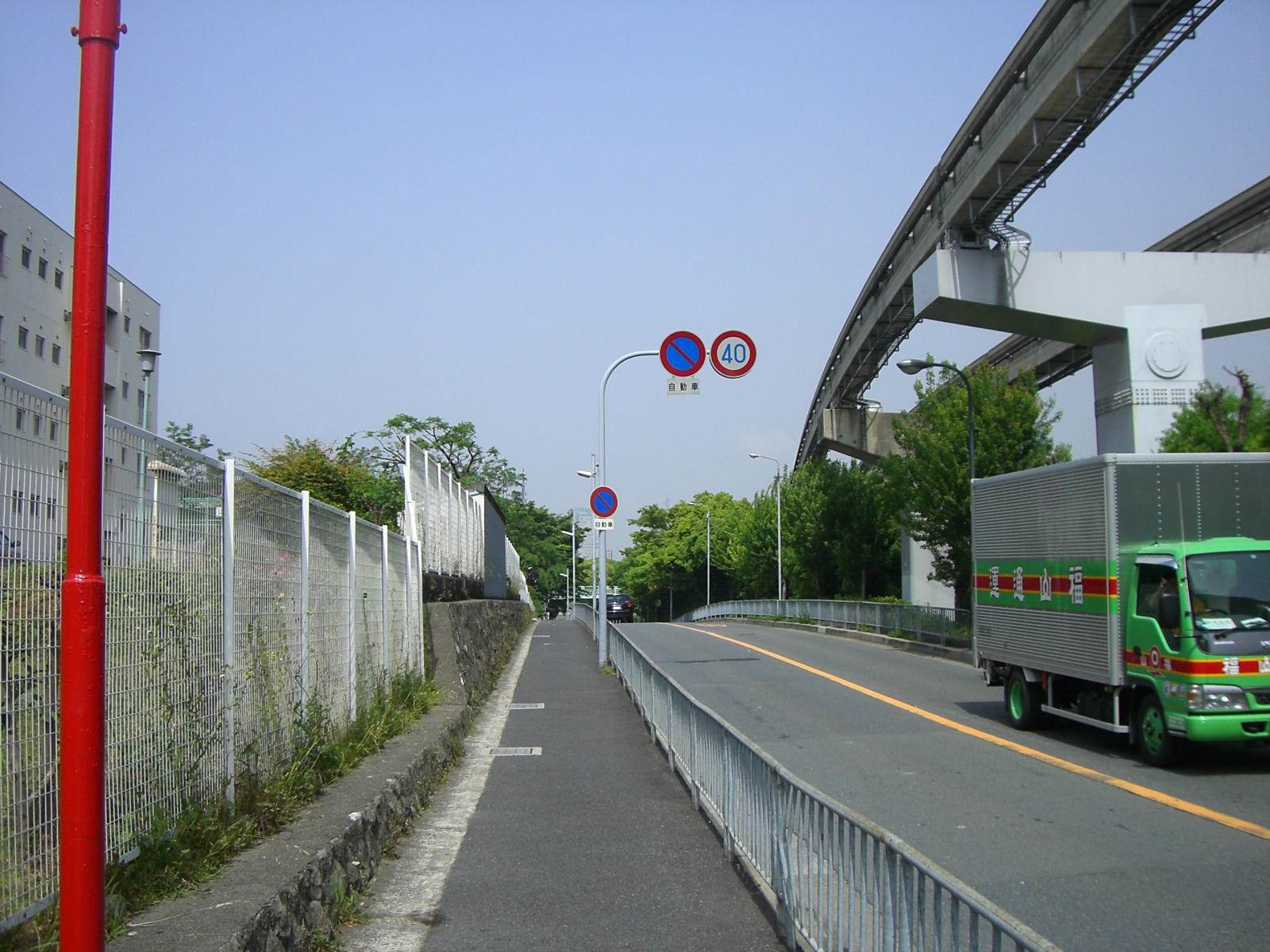
（旧）大阪中央環状線
（吹田市山田）

並行して、現道整備前の府道（（旧）大阪府道14号堺布施豊中線。1965年に大阪府道23号大阪中央環状線へ改称）、大阪府道2号（旧）大阪中央環状線（道路法上の位置づけでは、こちらも正規の大阪府道大阪中央環状線だが、紛らわしいので呼び分けている。俗称は、「旧中環」、「旧中」など。）があり、一部で現道と交差している。なお、大阪府道が現行番号体制へ変更されたのは1984年（昭和59年）3月からである。
本来、道路としては、一つの名称の道路は1本だけであるべきだが、路線管理の都合上、同一名称の路線が複数存在することとなっている。
当然、交差点の表示はどちらも府道2号線となっており、混乱を招くことになっている。交通情報では「中央環状線の旧道」などと言われる。この旧道は、ほとんどの区間が片側1車線の2車線道路となっている。旧道のルート（一部省略）は以下の通り。
藤井寺市小山 - 大和川を大正橋で渡る - 八尾市南木の本 - 太子堂で国道25号と交差 - JR関西本線、近鉄大阪線と交差 - 佐堂東で現道と交差 - 近鉄奈良線八戸ノ里駅 - 大阪市鶴見区迎賓館前 - 近畿道門真IC付近で現道に合流 … 吹田市山田名神下交差点 - 大阪モノレール・阪急山田駅 - 国道423号と交差 - 豊中市 国道176号桜塚交差点に至る。
また大阪府道14号堺布施豊中線→23号大阪中央環状線は、上記に加えて、現在の府道12号堺大和高田線の藤井寺市小山交差点以西もルートであった。道路名に「布施」と入っていながら布施駅付近を経由していないが、これは1967年まで存在した旧布施市（現在の東大阪市西部）に由来するものである。

### 交通量
平日24時間交通量（台）（上下合計）
| 地点                      | 平成17年度 （2005年度） | 平成22年度（2010年度） | 平成22年度（2010年度） | 備考 |
| ------------------------- | ----------------------- | ---------------------- | ---------------------- | ---- |
| 地点                      | 平成17年度 （2005年度） | 台数                   | 混雑度                 | 備考 |
| 堺市堺区向陵西町4丁       | 70,584                  | 66,384                 | 1.24                   |      |
| 堺市北区長曽根町          | 70,584                  | 59,144                 | 1.00                   |      |
| 堺市北区新金岡町5丁       | 70,211                  | 66,803                 | 1.36                   |      |
| 堺市北区八下北2           | 70,211                  | 61,009                 | 1.19                   |      |
| 松原市岡6丁目             | 51,933                  | 53,356                 | 1.28                   |      |
| 松原市松ヶ丘4丁目         | 46,085                  | 56,194                 | 1.70                   |      |
| 大阪市平野区長吉長原3丁目 | 71,047                  | 78,081                 | 1.93                   |      |
| 八尾市西久宝寺            | 82,484                  | 75,751                 | 1.80                   |      |
| 東大阪市友井5丁目         | 80,532                  | 70,114                 | 1.00                   |      |
| 東大阪市本庄              | 120,879                 | 110,810                | 1.96                   |      |
| 大阪市鶴見区安田4丁目     | 90,377                  | 89,935                 | 2.05                   |      |
| 大阪市鶴見区茨田大宮2丁目 | 90,377                  | 96,195                 | 2.11                   |      |
| 門真市稗島                | 94,143                  | 48,225/85,684          | 1.51                   |      |
| 門真市松生町              | 84,077                  | 81,950                 | 2.01                   |      |
| 門真市堂山町              | 90,612                  | 87,867/85,677          | 1.93                   |      |
| 守口市大日町4丁目         | 93,072                  | 94,098                 | 1.61                   |      |
| 摂津市三島1丁目           | 66,929                  | 69,838                 | 2.30                   |      |
| 茨木市美沢町              | 56,772                  | 56,937                 | 2.13                   |      |
| 吹田市万博記念公園 進歩橋 | 113,537                 | 96,653                 | 0.62                   |      |
| 豊中市緑丘2丁目           | 106,686                 | 99,905                 | 1.69                   |      |
| 豊中市桜の町3丁目         | 106,965                 | 88,441                 | 1.33                   |      |
| 池田市豊島南1丁目         | 40,676                  | 33,899                 | 0.73                   |      |

#### 旧道
平日24時間交通量（台）（上下合計）
| 地点                  | 平成17年度 （2005年度） | 平成22年度（2010年度） | 平成22年度（2010年度） | 備考 |
| --------------------- | ----------------------- | ---------------------- | ---------------------- | ---- |
| 地点                  | 平成17年度 （2005年度） | 台数                   | 混雑度                 | 備考 |
| 八尾市太田4丁目       | 17,949                  | 10,747                 | 1.08                   |      |
| 八尾市渋川町3丁目     | 17,985                  | 18,644                 | 1.01                   |      |
| 東大阪市御厨南1丁目   | 19,437                  | 12,258                 | 0.84                   |      |
| 東大阪市長田中5丁目   | 20,369                  | 16,656                 | 1.01                   |      |
| 大阪市鶴見区焼野1丁目 | 19,554                  | 10,495                 | 0.87                   |      |
| 吹田市山田東2丁目     | 17,301                  | 15,393                 | 1.10                   |      |
| 豊中市熊野町3丁目     | 15,281                  | 13,293                 | 0.97                   |      |

### 渋滞
信号が少ないことや、東大阪市の区間では本線と側道が分かれている、幹線道路との交差部分では立体交差になっている所が多い、多くの区間で制限速度が60kmなどにより、通行量の少ない時間帯は非常に走りやすい道路であるが、通行量の多い時間では渋滞が激しい。原因としては以下のことが挙げられる。
- 門真市や松原市の一部の交差点で幹線道路と平面交差している。
- 鳥飼大橋付近には淀川を渡る橋が少ないため、交通が集中する。
- 茨木市周辺では摂津市と吹田市を結ぶ一般道路が実質中央環状線しかない状況である。またこの区間を並行する近畿自動車道も渋滞が頻発するので、中央環状線に流れてくる。またこの区間は車線数が東大阪市の区間と比べて少ない。

#### 特に渋滞の激しい場所
- 松原IC付近
- 長吉長原高架橋
- 東大阪市荒本付近（南行きのみ・中央大通との合流）
- 桑才新町交差点（北行きのみ・2007年3月29日に立体交差化）
- 鳥飼大橋
- 茨木市奈良町付近
- 下穂積跨道橋（東海道本線（JR京都線）と府道14号大阪高槻京都線のオーバーパス・片側2車線しかない）
- 池田インターチェンジ（ジャンクション構造のため、交通容量が低下）

## 地理

### 通過する自治体
- 堺市（堺区 - 北区 - 東区 -[注釈 2] 美原区）
- 松原市
- 大阪市（平野区）[注釈 3]
- 八尾市[注釈 3]
- 東大阪市[注釈 3]
- 大東市
- 大阪市（鶴見区）
- 門真市[注釈 4]
- 守口市
- 摂津市
- 茨木市
- 吹田市
- 豊中市
- 池田市

### 交差する道路
| 内側←〈中央環状線〉→外側                                      | 内側←〈中央環状線〉→外側                                      | 交差点・ランプ                 | 所在地   | 所在地   |
| ------------------------------------------------------------- | ------------------------------------------------------------- | ------------------------------ | -------- | -------- |
| 阪神高速4号湾岸線                                             | 阪神高速4号湾岸線                                             | 大浜出入口                     | 堺市     | 堺区     |
| 国道26号                                                      | 大阪府道34号堺狭山線 （※重複＝大阪府道204号堺阪南線）         | 大浜北町                       | 堺市     | 堺区     |
| 大阪府道195号堺港線                                           |                                                               | 大浜北町                       | 堺市     | 堺区     |
| 〈大道筋〉                                                    | 大阪府道197号深井畑山宿院線 〈大道筋〉                        | 宿院                           | 堺市     | 堺区     |
|                                                               | 国道26号〈第二阪和国道〉                                      | 安井町                         | 堺市     | 堺区     |
| 阪神高速15号堺線                                              | 阪神高速15号堺線                                              | 堺出入口                       | 堺市     | 堺区     |
| 大阪府道30号大阪和泉泉南線                                    | 大阪府道30号大阪和泉泉南線                                    | 一条通                         | 堺市     | 堺区     |
| -                                                             | 国道310号                                                     | 北丸保園                       | 堺市     | 堺区     |
| 大阪府道31号堺羽曳野線                                        | 大阪府道35号堺富田林線                                        | 向陵中町                       | 堺市     | 堺区     |
| 大阪府道28号大阪高石線（旧道）                                | 大阪府道28号大阪高石線（旧道）                                | 黒土南                         | 堺市     | 北区     |
| 大阪府道31号堺羽曳野線                                        | -                                                             | 北堺警察署西                   | 堺市     | 北区     |
| 大阪府道28号大阪高石線〈ときはま線〉                          | 大阪府道28号大阪高石線〈ときはま線〉                          | 北堺警察署前                   | 堺市     | 北区     |
| 大阪府道192号我堂金岡線                                       | 大阪府道192号我堂金岡線                                       | 金岡口                         | 堺市     | 北区     |
| 大阪府道192号我堂金岡線                                       | 大阪府道192号我堂金岡線                                       | 新金岡団地東                   | 堺市     | 北区     |
| 大阪府道31号堺羽曳野線                                        | -                                                             | 大泉緑地                       | 堺市     | 北区     |
| 大阪府道26号大阪狭山線                                        |                                                               | 野遠石原町                     | 堺市     | 北区     |
| 国道309号 （※重複＝大阪府道31号堺羽曳野線）                   |                                                               | 丹南                           | 松原市   | 松原市   |
| -                                                             | 大阪府道31号堺羽曳野線                                        | 美原ロータリー                 | 堺市     | 美原区   |
| 大阪府道12号堺大和高田線                                      | 大阪府道12号堺大和高田線                                      | 西大塚西 / 東                  | 松原市   | 松原市   |
| 大阪府道187号大堀堺線（新道）                                 | 大阪府道187号大堀堺線（新道）                                 | 別所                           | 松原市   | 松原市   |
| 大阪府道188号郡戸大堀線                                       | 大阪府道188号郡戸大堀線                                       | 大堀北 / 南                    | 松原市   | 松原市   |
| 大阪府道179号住吉八尾線 〈長居公園通〉                        |                                                               | 長吉長原東                     | 大阪市   | 平野区   |
| 大阪府道179号住吉八尾線（旧道）                               | -                                                             | （竹渕東）                     | 八尾市   | 八尾市   |
| 国道25号                                                      | 国道25号                                                      | 亀井西 / 東                    | 八尾市   | 八尾市   |
| 大阪府道5号大阪港八尾線                                       | 大阪府道5号大阪港八尾線                                       | 神武町                         | 八尾市   | 八尾市   |
| 大阪府道173号大阪八尾線                                       | 大阪府道173号大阪八尾線                                       | 藤美 / 藤美東                  | 東大阪市 | 東大阪市 |
| 大阪府道2号大阪中央環状線（旧道）                             | 大阪府道2号大阪中央環状線（旧道）                             | 佐堂町 / 佐堂東                | 八尾市   | 八尾市   |
|                                                               | 大阪府道174号八尾道明寺線                                     | 金物団地東 / 新家町3           | 八尾市   | 八尾市   |
| 大阪府道24号大阪東大阪線                                      | 大阪府道24号大阪東大阪線                                      | 巨摩橋西 / 東                  | 東大阪市 | 東大阪市 |
| 大阪府道15号八尾茨木線 （※重複＝大阪府道702号大阪枚岡奈良線） | 大阪府道15号八尾茨木線 （※重複＝大阪府道702号大阪枚岡奈良線） | 意岐部西 / 東                  | 東大阪市 | 東大阪市 |
| 阪神高速13号東大阪線                                          | 阪神高速13号東大阪線                                          | 東大阪荒本出入口               | 東大阪市 | 東大阪市 |
| 国道308号                                                     | 国道308号                                                     | 荒本                           | 東大阪市 | 東大阪市 |
| 大阪府道168号石切大阪線                                       | 大阪府道168号石切大阪線                                       | 河内寺島西 / 東                | 東大阪市 | 東大阪市 |
| 大阪府道8号大阪生駒線〈鶴見通〉                               | 大阪府道8号大阪生駒線 〈阪奈道路〉                            | 安田東                         | 大阪市   | 鶴見区   |
| 大阪府道8号大阪生駒線〈鶴見通〉                               | 大阪府道8号大阪生駒線 〈阪奈道路〉                            | 諸福西                         | 大東市   | 大東市   |
| 大阪府道15号八尾茨木線                                        | 大阪府道15号八尾茨木線                                        | （ひえ島）                     | 門真市   | 門真市   |
| 〈花博通〉                                                    | 国道1号〈 E89第二京阪道路〉                                   | 花博記念公園口西 / 東          | 門真市   | 門真市   |
| 大阪府道161号深野南寺方大阪線                                 | 大阪府道161号深野南寺方大阪線                                 | 桑才新町（稗島）               | 門真市   | 門真市   |
| 大阪府道2号大阪中央環状線（旧道）                             | -                                                             | （東郷通2）                    | 守口市   | 守口市   |
| 国道163号                                                     | 国道163号                                                     | 松生町                         | 門真市   | 門真市   |
| 大阪府道158号守口門真線                                       | 大阪府道158号守口門真線                                       | （門真市駅北）                 | 門真市   | 門真市   |
| 大阪府道156号金田門真停車場線                                 | 大阪府道156号金田門真停車場線                                 | （泉町）                       | 門真市   | 門真市   |
| 大阪府道156号金田門真停車場線                                 | 大阪府道156号金田門真停車場線                                 | （月出町）                     | 門真市   | 門真市   |
| 国道1号                                                       | 大阪府道13号京都守口線                                        | 大日                           | 守口市   | 守口市   |
| 国道1号                                                       | 大阪府道155号北大日竜田線                                     | 大日町1丁目 / 2丁目            | 守口市   | 守口市   |
| 大阪府道147号正雀一津屋線                                     | -                                                             | （鳥飼大橋北詰）               | 摂津市   | 摂津市   |
| 大阪府道16号大阪高槻線                                        | 大阪府道16号大阪高槻線                                        | 一津屋                         | 摂津市   | 摂津市   |
| 大阪府道14号大阪高槻京都線〈十三高槻線〉                      | 大阪府道14号大阪高槻京都線〈十三高槻線〉                      | 北大阪流通センター 入口西 / 東 | 摂津市   | 摂津市   |
| 大阪府道143号沢良宜東千里丘停車場線                           | 大阪府道143号沢良宜東千里丘停車場線                           | 高浜町西 / 東                  | 茨木市   | 茨木市   |
| 大阪府道143号沢良宜東千里丘停車場線                           | 大阪府道143号沢良宜東千里丘停車場線                           | 沢良宜浜南                     | 茨木市   | 茨木市   |
| 大阪府道14号大阪高槻京都線〈大阪京都線〉                      | 大阪府道14号大阪高槻京都線〈大阪京都線〉                      | 下穂積1・宇野辺北              | 茨木市   | 茨木市   |
| E1名神高速道路                                                | E1名神高速道路                                                | 吹田IC                         | 吹田市   | 吹田市   |
| 大阪府道1号茨木摂津線                                         | 大阪府道1号茨木摂津線                                         | （調和橋ランプ）               | 吹田市   | 吹田市   |
| 大阪府道1号茨木摂津線                                         | 大阪府道1号茨木摂津線                                         | 進歩橋ランプ                   | 吹田市   | 吹田市   |
| 大阪府道119号箕面摂津線                                       | 大阪府道119号箕面摂津線                                       | 山田ランプ                     | 吹田市   | 吹田市   |
| 大阪府道121号吹田箕面線                                       | 大阪府道121号吹田箕面線                                       | 上新田橋ランプ                 | 豊中市   | 豊中市   |
| 国道423号〈新御堂筋〉                                         | 国道423号〈新御堂筋〉                                         | 千里IC                         | 豊中市   | 豊中市   |
| 大阪府道43号豊中亀岡線                                        | 大阪府道43号豊中亀岡線                                        | 少路南 / 北                    | 豊中市   | 豊中市   |
| 大阪府道43号豊中亀岡線                                        | 大阪府道43号豊中亀岡線                                        | 桜の町南 / 北                  | 豊中市   | 豊中市   |
| 国道176号                                                     | 国道176号                                                     | 蛍池東4南 / 北                 | 豊中市   | 豊中市   |
| 大阪府道10号大阪池田線                                        | 大阪府道10号大阪池田線                                        | 池田IC                         | 池田市   | 池田市   |
| 国道171号                                                     | 国道171号                                                     | 新開橋                         | 池田市   | 池田市   |

| ランプ           | 備考             | 所在地           | 所在地           |
| E26 阪和自動車道 | E26 阪和自動車道 | E26 阪和自動車道 | E26 阪和自動車道 |
| ---------------- | ---------------- | ---------------- | ---------------- |
| 松原IC           | 北方向           | 松原市           | 松原市           |
| E26近畿自動車道  |                  |                  |                  |
| 長原IC           | 南方向           | 大阪市           | 平野区           |
| 八尾IC           | 北方向           | 八尾市           | 八尾市           |
| 東大阪南IC       | 南方向           | 東大阪市         | 東大阪市         |
| 東大阪北IC       | 北方向           | 東大阪市         | 東大阪市         |
| 大東鶴見IC       | 南方向           | 大阪市           | 鶴見区           |
| 門真IC           | 北方向           | 門真市           | 門真市           |
| 摂津南IC         | 北方向           | 摂津市           | 摂津市           |
| 摂津北IC         | 南方向           | 摂津市           | 摂津市           |
| 吹田IC           | 東方向           | 吹田市           | 吹田市           |
| E2A中国自動車道  |                  |                  |                  |
| 中国吹田IC       | 西方向           | 吹田市           | 吹田市           |
| 中国豊中IC       | 東方向           | 豊中市           | 豊中市           |
| 中国池田IC       | 西方向           | 池田市           | 池田市           |

### 沿線
- 堺駅
- 大仙陵古墳（仁徳天皇陵）
- 新金岡駅
- フレスポしんかな
- 府営大泉緑地
- 大和川
- 長原駅
- 府営久宝寺緑地
- 久宝寺口駅
- アナン学園高等学校（旧・樟蔭東高等学校）
- 市立東大阪医療センター
- 大阪府立中央図書館
- 門真南駅

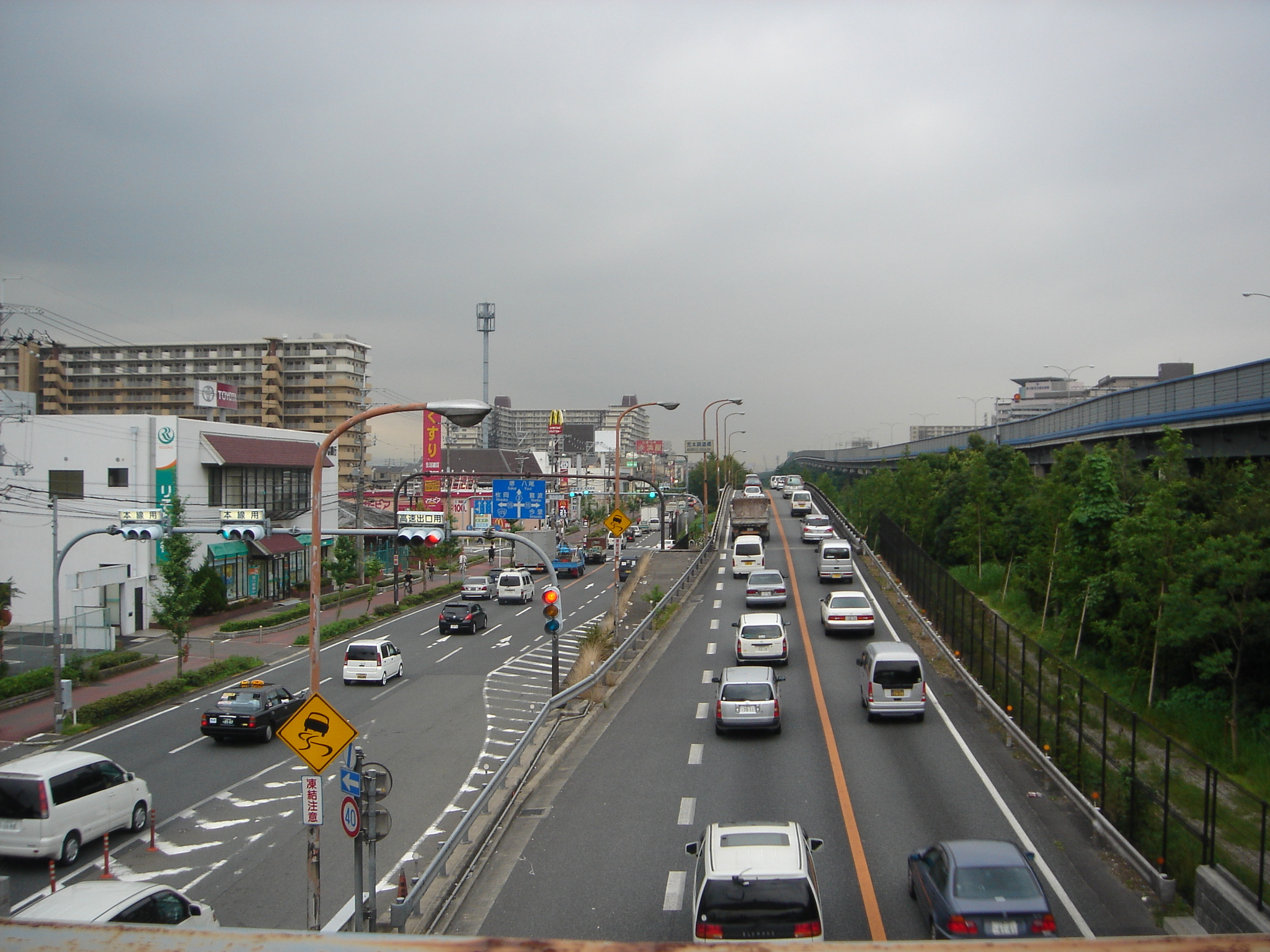
東大阪市意岐部付近（南行）
写真右に近畿自動車道の高架道路が見える。北行きはそのさらに右にある。

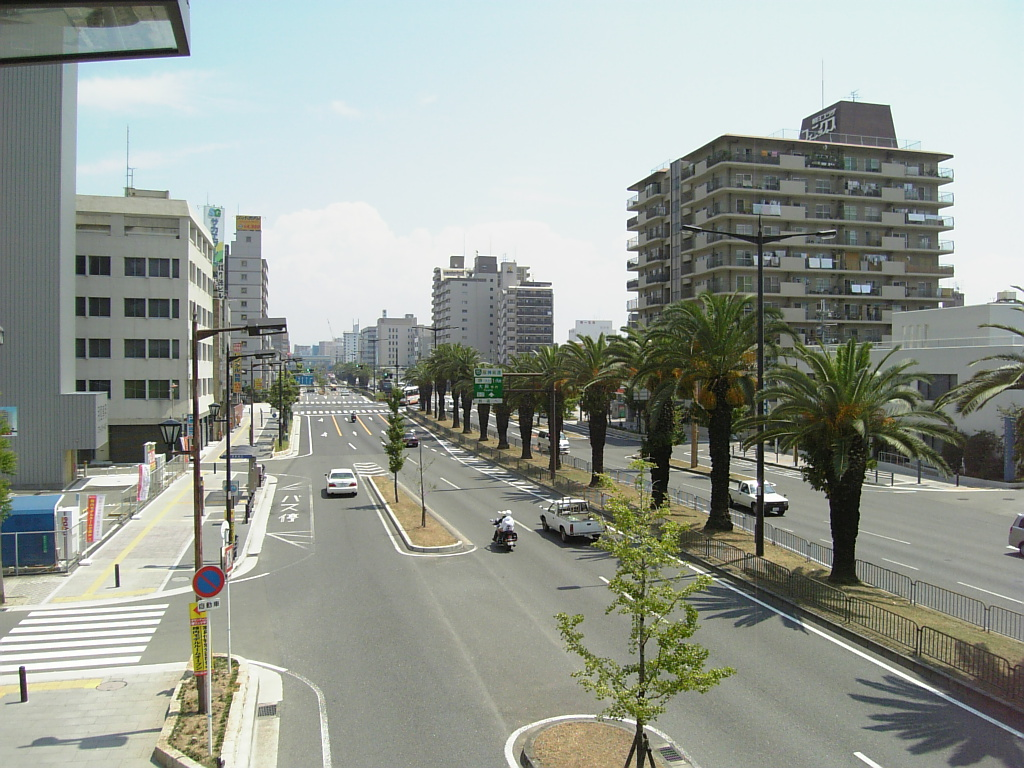
フェニックス通りの区間（堺市堺区）

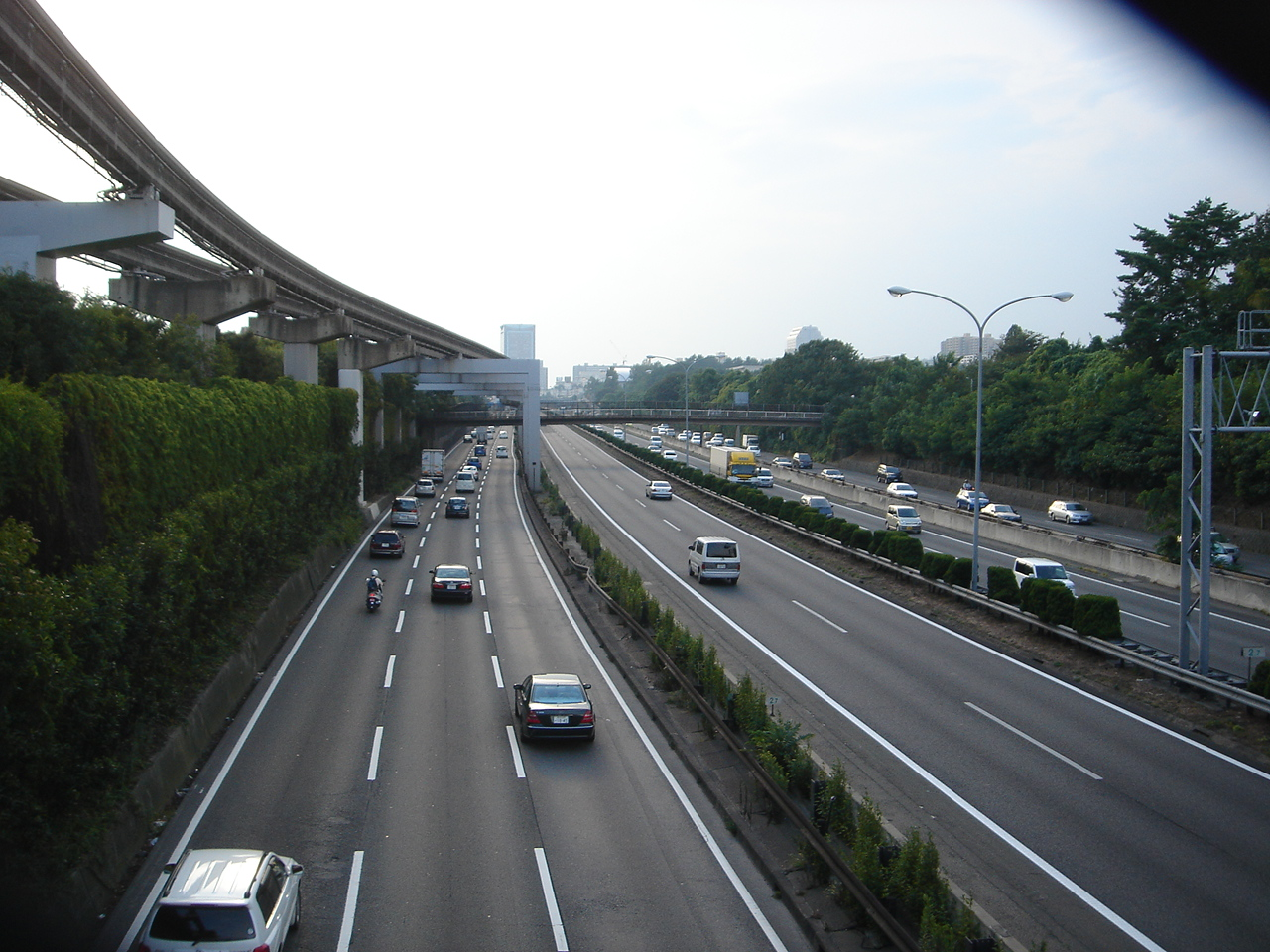
山田 - 北新田橋間（吹田市）
中央の4車線は中国自動車道

- 大阪府立門真スポーツセンター（東和薬品RACTABドーム）
- 花博記念公園鶴見緑地
- 三井アウトレットパーク 大阪門真・ららぽーと門真
- コストコ門真倉庫店
- 門真市駅
- イオンモール大日
- 大日駅
- 一級河川淀川
- 南摂津駅
- 近鉄バス鳥飼営業所
- 摂津市役所
- 摂津駅
- 沢良宜駅
- 南茨木駅
- 立命館大学（大阪いばらきキャンパス）
- イオンモール茨木
- 宇野辺駅
- 万博記念公園
- 万博記念公園駅
- EXPOCITY
- NIFREL
- 山田駅
- デュー阪急山田
- 千里ニュータウン
- 千里中央駅
- 少路駅
- 柴原阪大前駅
- 市立豊中病院
- 大阪大学（豊中キャンパス）
- 大阪国際空港